# Juan Venancio Araquistáin

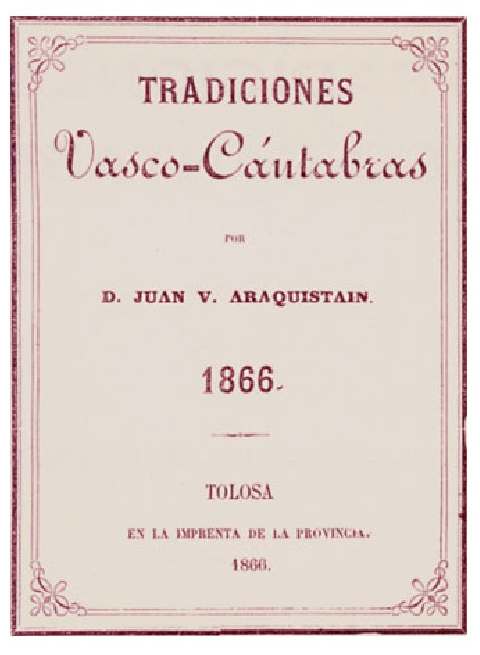

Juan Venancio Araquistáin (Deva, 1828 - Tolosa, 7 de noviembre de 1906) fue un escritor español.
Nacido en el seno de una pudiente familia de la localidad guipuzcoana de Deva. Araquistáin estudió leyes en la Universidad de Valladolid. Trabajó de periodista durante largo tiempo y posteriormente como registrador de la propiedad en Azpeitia y Tolosa. Acabó asentado en esta última localidad donde falleció en 1906.

## Obra literaria
La obra de Araquistáin se puede inscribir dentro del romanticismo del siglo XIX. Araquistáin se destacó como recopilador de cuentos y leyendas vascas tradicionales. Su obra más conocida es Tradiciones Vasco-Cántabras, una colección de ocho cuentos que publicó en 1866 cuando tenía 38 años de edad. Esta obra fue el punto de partida de un género, el de las leyendas y cuentos tradicionales, que tuvo gran difusión y éxito en el País Vasco durante la segunda mitad del siglo XIX. Tuvo también una influencia en el nacimiento del nacionalismo vasco, aunque la obra de Araquistáin carecía de una motivación política. Parece que el autor se basó en tradiciones que recogió principalmente en su localidad natal, aunque no se sabe en que medida las leyendas de Araquistáin recogen una tradición ancestral o bien son creaciones literarias del propio autor.
La obra de Araquistáin se realizó principalmente en castellano, aunque también escribió algunas obras en lengua vasca. En 1886 publicó en la revista Euskal-Erria, Lelo Kantzoa (Canto de Lelo). En 1882 se publicó su novela histórica El Baso-Jaun de Etumeta.